# Far from the Madding Crowd (album)
Far from the Madding Crowd è il terzo album in studio del gruppo danese Wuthering Heights, pubblicato nel 2004 dall'etichetta Locomotive Records.

## Tracce
1. "Gather ye Wild" – 1:46
2. "The Road Goes Ever On" – 7:49
3. "Tree" – 5:03
4. "Longing for the Woods Part I - The Wild Children" – 5:35
5. "Highlands Winds" – 6:55
6. "Longing for the Woods Part II - The Ring of Fire" – 6:14
7. "The Bollard" – 3:29
8. "Bad Hobbits Die Hard" – 3:22
9. "Longing for the Woods Part III - Hernes Prophecy" – 8:38
10. "Land of Olden Glory" – 6:21
11. "Lament for Lorien" – 5:52
12. "Memory Within a Memory" (Instrumental) – 5:41 (Japanese bonus-track)
13. "The Tapdancer/Gather ye Wild (reprise)" – 4:08 (USA bonus-track)

## Formazione
- Erik Ravn – chitarra, basso, tastiere, voce
- Nils Patrik Johansson – voce
- Rune S. Brink – tastiere
- Henrik Flyman – chitarra
- Morten Gade Sørensen – batteria, percussione